# لیندا ثورسن
لیندا ثورسن (انگلیسی: Linda Thorson؛ زادهٔ ۱۸ ژوئن ۱۹۴۷) بازیگر اهل کانادا است.
از فیلم‌ها یا برنامه‌های تلویزیونی که وی در آن نقش داشته است می‌توان به والنتینو، نیمه راه مرگ، آزادی شیرین، خواهر دیگر و پرده‌ها اشاره کرد.
او در سال ۲۰۰۰ میلادی برندهٔ جایزه بفتا شد.